# Dercie
Dercie (prononcé [dɛʁ.si]) est un des principaux écarts de la commune du Gua, dans le département de la Charente-Maritime (région Nouvelle-Aquitaine).
Ancienne seigneurie dépendant sous l'Ancien Régime de la baronnie de Mornac, elle devient une commune indépendante en 1790, avant d'être rattachée à la commune du Gua quelques années plus tard.
Modeste bourgade occupant une position privilégiée au cœur des marais de la Seudre, sur les rives du chenal qui porte son nom et la relie à la Seudre, Dercie conserve une petite église placée sous l'invocation de saint Pierre (XIIe — XVIIIe siècles), un château d'origine médiévale, largement remanié, et de nombreuses maisons traditionnelles saintongeaises, dites « charentaises », qui se dressent au gré de ruelles tortueuses fleuries de roses trémières, véritables symboles de la région.

## Géographie

### Présentation
Dercie se situe dans le sud-ouest du département de la Charente-Maritime, dans l'ancienne province de Saintonge. Appartenant au midi Atlantique, elle peut être rattachée à deux grands ensembles géographiques, le Grand Ouest français et le Grand Sud-Ouest français.
Le bourg, un peu en retrait des principaux axes routiers, se déploie sur les rives du chenal de Dercie, petit cours d'eau prenant sa source au lieu-dit « Les Fontaines » (commune de Saint-Romain-de-Benet) et qui vient se jeter dans la Seudre à quelques kilomètres à l'ouest, au niveau de la prise du Grand Jas. Aux confins des marais de la Seudre et de la champagne de Berthegille, dans la frange méridionale de la presqu'île de Marennes, il jouxte de nombreuses terres agricoles et quelques petits massifs forestiers, parmi lesquels le bois de la Mariette et le bois de Dercie.
Les marais sont une composante essentielle du paysage local, et couvrent une grande partie de l'ancien territoire communal. S'inscrivant dans le contexte plus large des marais de la Seudre, ils se décomposent en marais de Dercie, marais de Boursot et marais des Prés du Moulin, et abritent une riche végétation palustre. En contrebas de la rue du port, sur les rives du chenal, un petit parc et une aire de pique-nique ont été aménagés.
Dercie se trouve à environ 2 kilomètres du Gua, 4 kilomètres de Saujon, 12 kilomètres de Royan et 25 kilomètres de Saintes et de Rochefort.

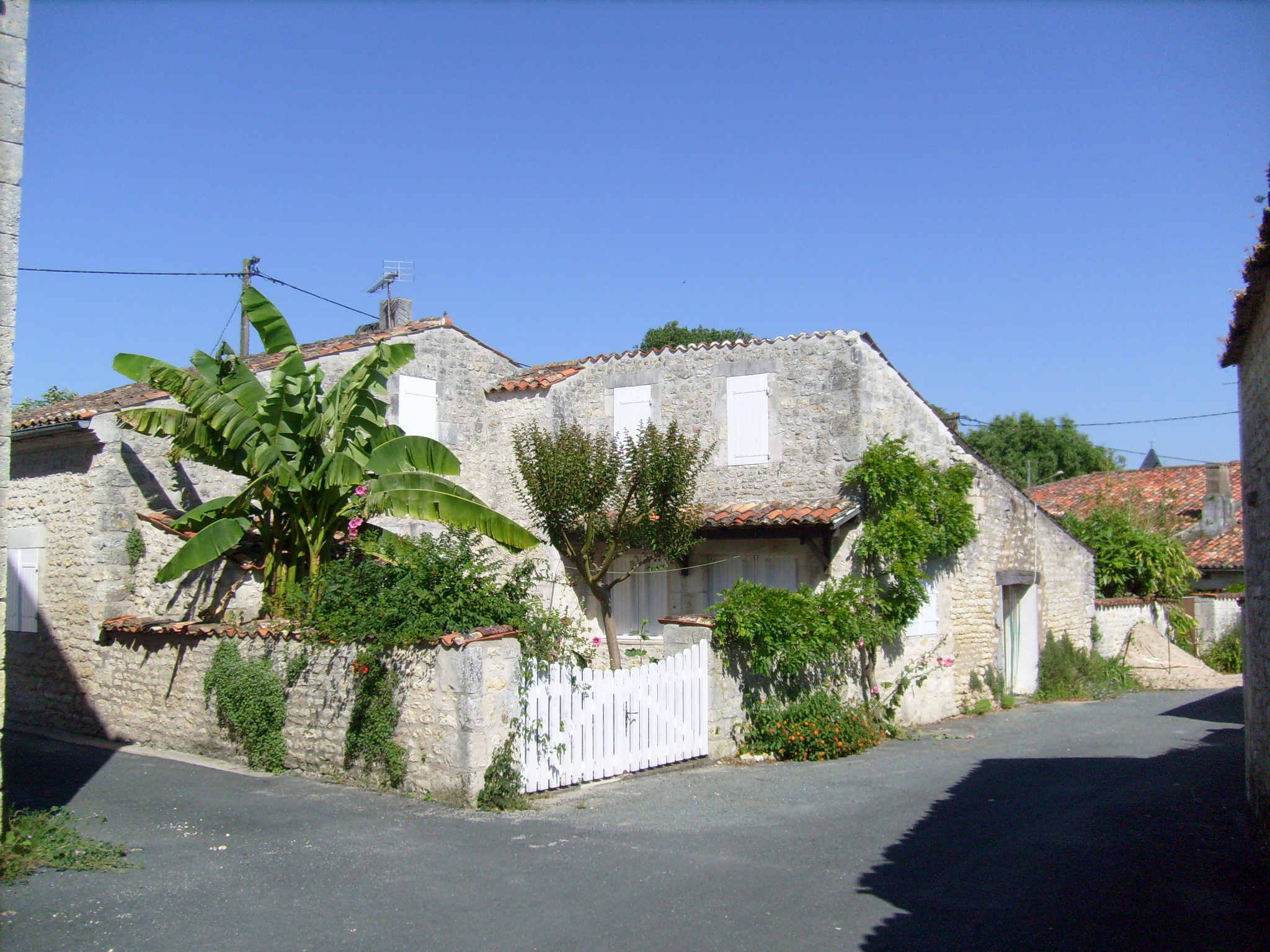
Maison ancienne dans le centre du bourg.
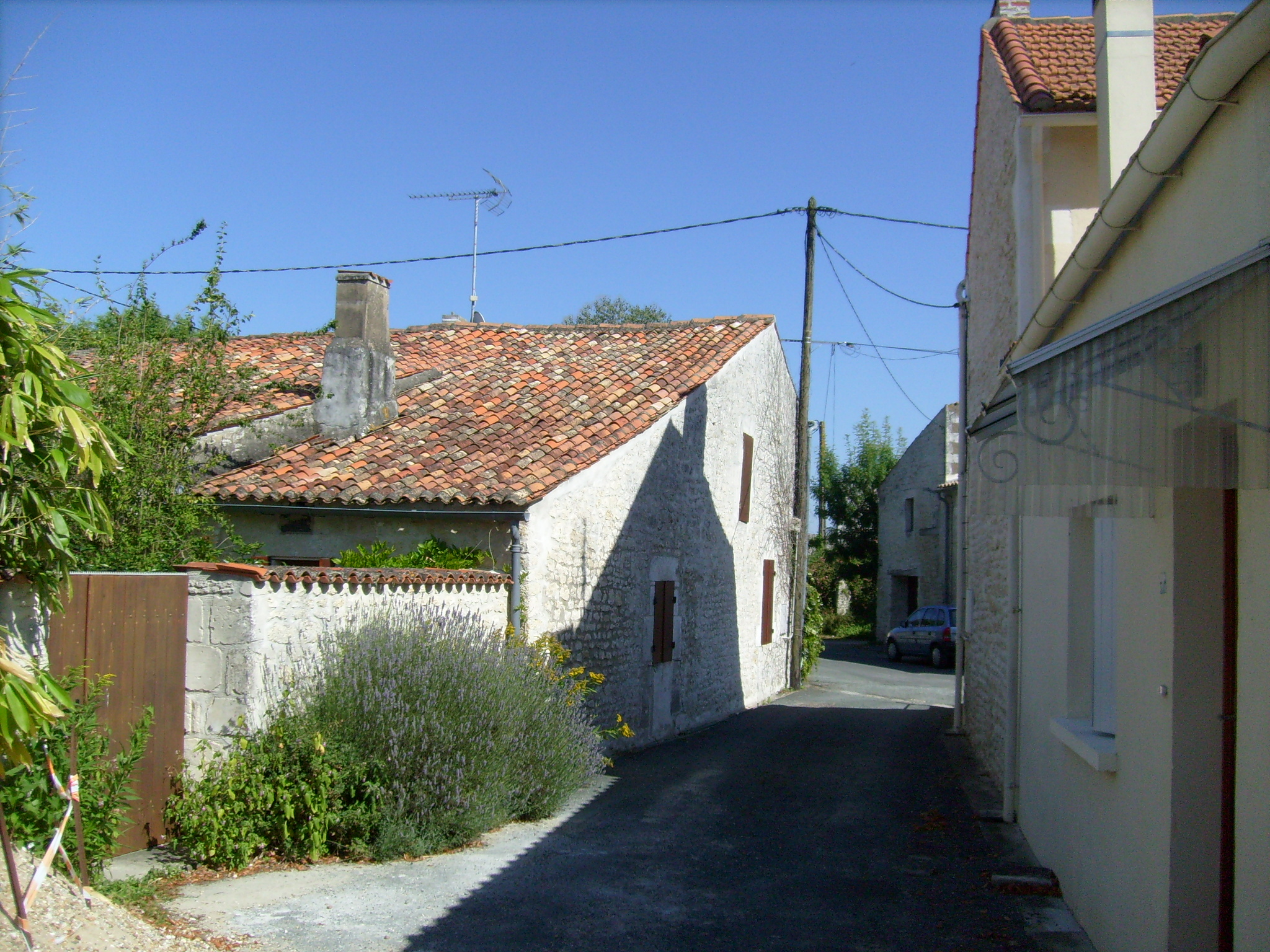
Ruelle bordée de maisons charentaises.
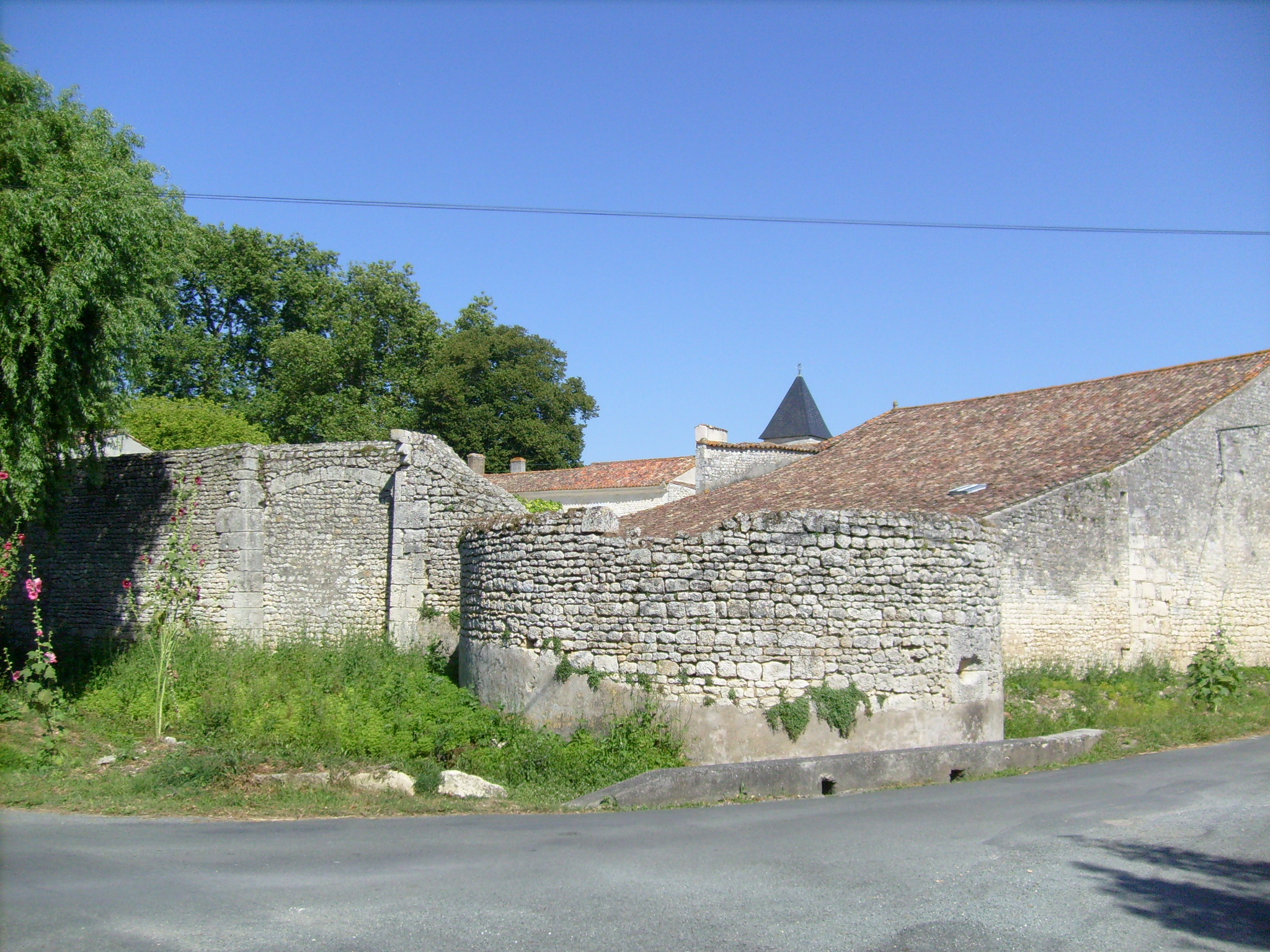
Vestiges du château féodal.
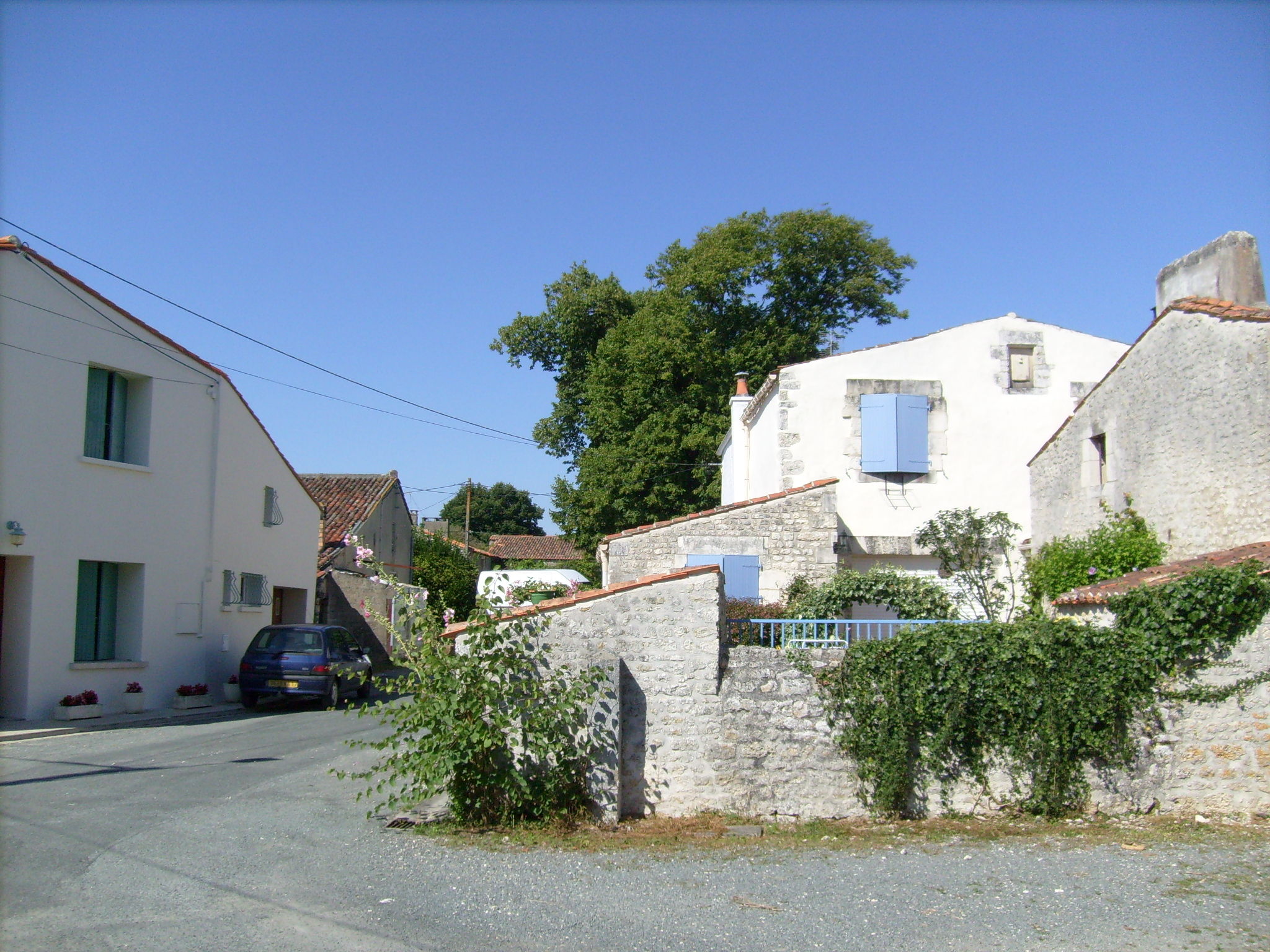
Vue du centre du bourg.

### Climat

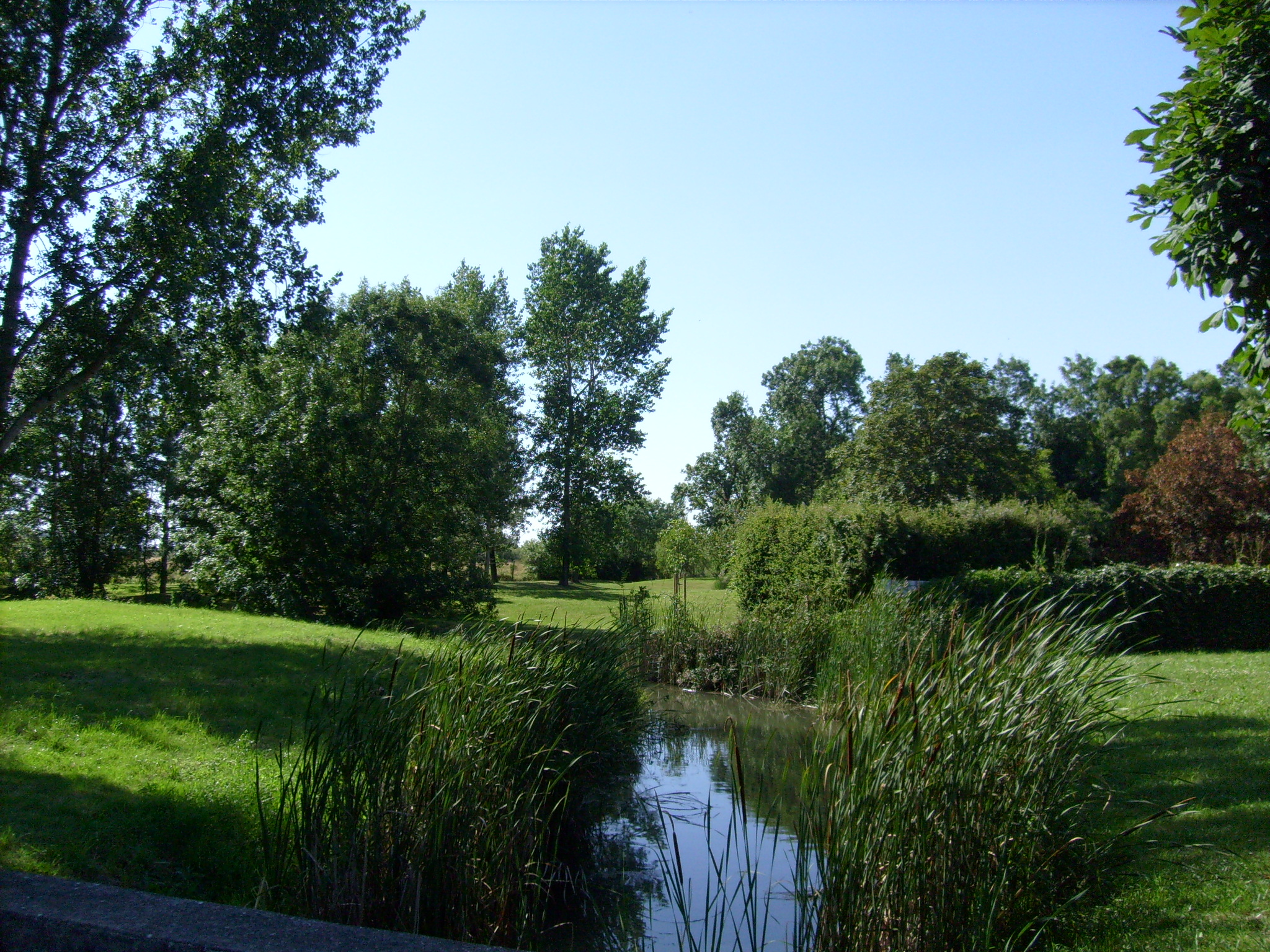
Aire de pique-nique aménagée dans les marais de la Seudre près de l'ancien port.

Le climat dont bénéficie la Charente-Maritime est un climat océanique tempéré de type aquitain, marqué par un ensoleillement moyen assez important : avec 2 250 heures par an, il est comparable à celui que connaît une partie de la côte méditerranéenne. La pluviosité y est modérée, les précipitations ne dépassant pas 1 200 mm par an. Les températures, quant à elles, varient en moyenne de +5 °C en hiver à +20 °C en été.
Les régions littorales et une partie de leur frange continentale se caractérisent par un climat particulièrement doux en hiver, et rafraîchissant l'été, grâce aux influences océaniques perpétuellement en mouvement (brise marine). Ces conditions climatiques favorables, toujours soumises aux influences de l'océan Atlantique, ont favorisé un véritable micro-climat de type sub-aquitain et l'existence d'une végétation déjà méridionale. Ainsi la flore se caractérise-t-elle par la présence étonnante de lauriers-roses, eucalyptus, agaves, etc.
Aux essences déjà méridionales du chêne vert (ou yeuse) et du cyste, s'ajoutent la présence de palmiers, figuiers, orangers et même oliviers. Il existe toutefois un contraste entre le littoral proprement dit, assez sec et ensoleillé et l'intérieur des terres, un peu plus humide. La pluviométrie passe ainsi de 750 mm sur le littoral à 950 mm dans la Haute-Saintonge.

#### Données générales
| Mois                              | jan. | fév. | mars | avril | mai  | juin | jui. | août | sep. | oct. | nov. | déc. | année |
| --------------------------------- | ---- | ---- | ---- | ----- | ---- | ---- | ---- | ---- | ---- | ---- | ---- | ---- | ----- |
| Température minimale moyenne (°C) | 3,4  | 2,8  | 5,4  | 7,4   | 10,7 | 13,7 | 15,8 | 15,7 | 13,7 | 10,5 | 6,3  | 3,9  | 9,2   |
| Température moyenne (°C)          | 5,9  | 6,9  | 8,7  | 11,1  | 14,3 | 17,5 | 19,8 | 19,6 | 17,8 | 14,2 | 9,4  | 6,6  | 12,7  |
| Température maximale moyenne (°C) | 8,5  | 9,9  | 12,1 | 14,7  | 17,9 | 21,3 | 23,8 | 23,5 | 21,8 | 18   | 12,6 | 9,2  | 16,1  |
| Ensoleillement (h)                | 84   | 111  | 174  | 212   | 239  | 272  | 305  | 277  | 218  | 167  | 107  | 85   | 2 250 |
| Précipitations (mm)               | 82,5 | 66,1 | 57   | 52,7  | 61,1 | 42,9 | 35,1 | 46,4 | 56,5 | 81,6 | 91,8 | 81,8 | 755,3 |

| Ville             | Ensoleillement · (h/an) | Pluie · (mm/an) | Neige · (j/an) | Orage · (j/an) | Brouillard · (j/an) |
| ----------------- | ----------------------- | --------------- | -------------- | -------------- | ------------------- |
| Médiane nationale | 1 852                   | 835             | 16             | 25             | 50                  |
| Dercie            | 2250                    | 755             | 4              | 13             | 26                  |
| Paris             | 1 717                   | 634             | 13             | 20             | 26                  |
| Nice              | 2 760                   | 791             | 1              | 28             | 2                   |
| Strasbourg        | 1 747                   | 636             | 26             | 28             | 69                  |
| Brest             | 1 555                   | 1 230           | 6              | 12             | 78                  |
| Bordeaux          | 2 070                   | 987             | 3              | 32             | 78                  |

## Histoire
Dercie était autrefois une paroisse et une seigneurie relevant de la baronnie de Mornac, dont dépendaient également les seigneuries de L'Éguille et de Monsanson. Le château, élevé au Moyen Âge, défendait un site hautement stratégique, en un temps où la Seudre était une voie commerciale de première importance, du fait notamment de la présence aux alentours de marais salants, grande richesse de la Saintonge. De nombreux petits cours d'eau tributaires du fleuve sont alors autant de voies navigables et de vecteurs de richesses pour les bourgs mitoyens, tels Dercie, petit port sur le chenal du même nom. La forteresse primitive appartient à des familles telles que les Burleigh (d'origine anglaise, nom déformé en Beurlay ou Burlé), également seigneurs de Broue.
Au XVIIe siècle, le château passe aux Saint-Légier, qui le transforment en une demeure d'agrément moderne et confortable. Un siècle plus tard, il est aux mains des Guinot, qui lui apportent de nouvelles modifications. Ces derniers entament la rénovation et la reconstruction partielle de l'église (la façade conserve leur blason, sculpté au-dessus du portail).
En 1789, la paroisse est transformée en commune, comme les paroisses voisines de Monsanson, de Faveau et de L'Îlatte. Trop peu peuplées, toutes sont rattachées à la commune du Gua, sauf L'Îlatte, qui est rattachée à Saujon.

## Culture locale et patrimoine

### Monuments et lieux touristiques

#### Église Saint-Pierre-ès-liens

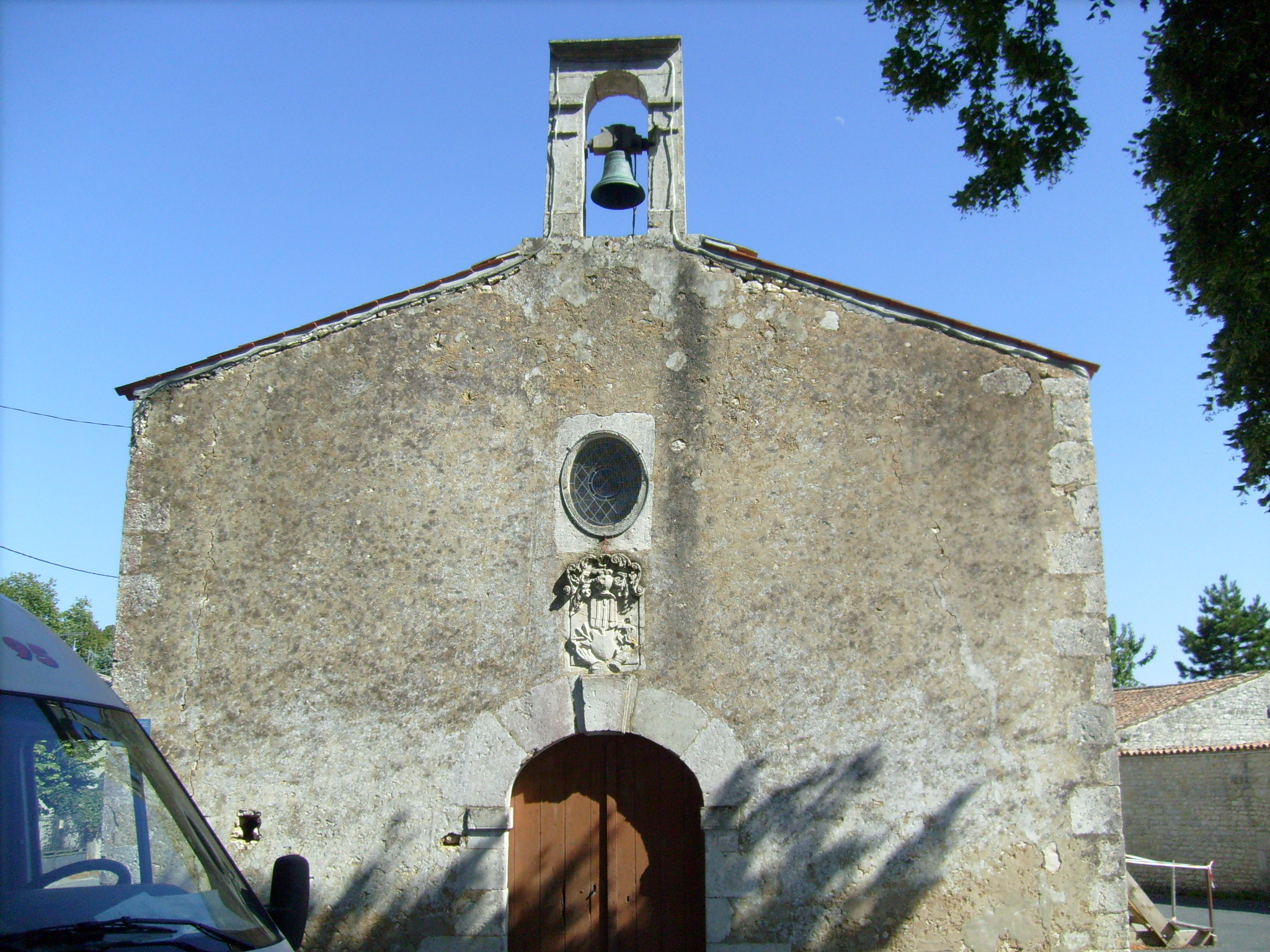
Façade de l'église (XVIIIe siècle).

Cette église est de plan très simple : celle-ci se compose d'un chœur roman datant du XIIe siècle, prolongé au XVIIIe siècle par une nef en moellons. Le chœur est formé de deux travées et est voûté en berceau, dans la plus pure tradition romane, tandis que la voûte de la nef n'est constituée que d'une simple charpente.
Le chevet plat est percé d'une baie ornée d'un cordon sculpté de pointes de diamant, renfermant un vitrail représentant saint Pierre. Si la décoration intérieure est sobre, on peut encore apercevoir les traces de la litre funéraire des seigneurs de Dercie sur le mur nord.
La façade, d'une grande simplicité, est ornée au-dessus de la porte d'entrée d'un blason sculpté aux armes de la famille de Guinot, seigneurs de Dercie au XVIIIe siècle, qui agrandirent le sanctuaire. Ce blason est à trois pals sur un support sculpté d'un trophée d'armes, d'armures et d'un heaume d'où jaillissent des feuillages. Le clocher se limite à un modeste campanile.

### Patrimoine culturel

#### Langue saintongeaise

Aire linguistique du Saintongeais

Dercie est située dans l'aire linguistique du saintongeais, un dialecte faisant partie de la famille des langues d’oïl, branche des langues romanes, qui comprend également le français, l’angevin le picard et le poitevin avec lequel il est souvent regroupé dans un domaine plus vaste, le poitevin-saintongeais.

#### Gastronomie
La gastronomie saintongeaise est principalement axée sur trois types de produits : les produits de la terre, les produits de la mer et les produits de la vigne.
Les préparations à base de viande de porc occupent une place prépondérante dans la cuisine régionale : ainsi des gratons ou des grillons, sortes de rillettes à base de viandes rissolées et confites dans leur graisse, du gigorit (ou gigourit), un civet mêlant sang, gorge, foie et oignons, ou de la sauce de pire, à base de fressure, d'oignons et de vin blanc de pays.
La cuisine saintongeaise intègre tout naturellement de nombreuses recettes à base de « cagouilles », le nom local de l'escargot petit-gris. Animal tutélaire de la Saintonge, il est notamment cuisiné « à la charentaise », c'est-à-dire cuit dans un court-bouillon agrémenté de vin blanc, d'ail et de mie de pain.

Zone de production du cognac et du pineau.

Parmi les autres spécialités locales, il convient de noter également les pibales (alevins d'anguille pêchés dans la Gironde, spécialité de Mortagne et de Blaye), les huîtres de Marennes-Oléron, les sardines de Royan, les « thyeusses de gueurnouilles » (cuisses de grenouilles), la « sanglette », une galette préparée à base de sang de poulet et d'oignons cuits, le farci saintongeais (variante du farci poitevin), le lapin au pineau, le foie gras ou encore les confits.
Les desserts traditionnels sont issus de la cuisine paysanne : millas (gâteau à la farine de maïs, qu'on retrouve dans une grande partie du Sud-Ouest de la France), galette charentaise, au beurre de Charentes-Poitou, ou encore « merveilles » (beignets).
Les vignes de la région servent à la confection d'eaux-de-vie réputées, telles que le pineau des Charentes et plus encore, le cognac.